# Ancylandrena atoposoma
Ancylandrena atoposoma là một loài Hymenoptera trong họ Andrenidae. Loài này được Cockerell miêu tả khoa học năm 1934.